# کیانیان و سیستان
سیستان در اساطیر ایران و آئین زرتشت، اهمیت بسزایی دارد.
در کتاب اوستا، درفقرات ۶۶–۶۹ یشتها، از خاندان کیانی مکرر یاد شده و سیستان و پیرامون دریاچهٔ هامون میهن اصلی خاندان کیانی معین شده‌است. درفقره ۶۶ زامیاد یشت چنین می‌خوانیم: «فر کیانی، از آن کسی است که شهریاری وی از آنجای که رو هیرمند دریاچه کیانسی (هامون) را پدیدمی‌آورد، برخاسته است.
در این فقره صریحاً پادشاهی کیانی اراده شده و سیستان و پیرامون دریاچه هیرمند میهن اصلی خاندان کیانی معین شده‌است. بنابراین تردیدی نیست که کیانیان از جمله کهن‌ترین ساکنان آریایی هستند که در نخستین مرحلهٔ مهاجرت آریایی‌ها از شمال به جنوب در حوزهٔ دلتای رود هیرمند (سیستان) ساکن شده‌اند و در اینجا شالودهٔ پادشاهی و زندگی شهرنشینی را بنیاد گذاشته‌اند و از اینجا روزگاری سراسر ایران بزرگ را اداره می‌کرده‌اند و بخش زیادی شاهنامه، وقف شرح شأن و شوکت پادشاهی خاندان کیانی (از کی‌قباد تا کی‌گشتاسپ پذیرنده و پشتیبان دین زرتشت) شده‌است.

## ملک محمود کیانی
ملک محمود کیانی زمانی‌که شهرهای نیشاپور و بر پیرامون آن چیرهٔ شد، خود را پادشاه مستقل خراسان و سیستان نامید و مشهد را پای تخت خویش قرار داد. ارتش منظمی مرکب از سواره‌نظام و پیاده‌نظام با توپخانه قوی تشکیل داد. ملک محمود پس از سرکوبی مخالفان در مشهد تاج‌گذاری نمود. و «جیغه بر سر و سکه پادشاهی به سیم و زر زد و چون خود را منسوب به کیانیان می‌دانست، کلاه کیانی برای خود ترتیب داد.» و تاجی برسم کیانیان ۳۰ سدهٔ پیش از خود بر سر گذاشت.